# Bakony

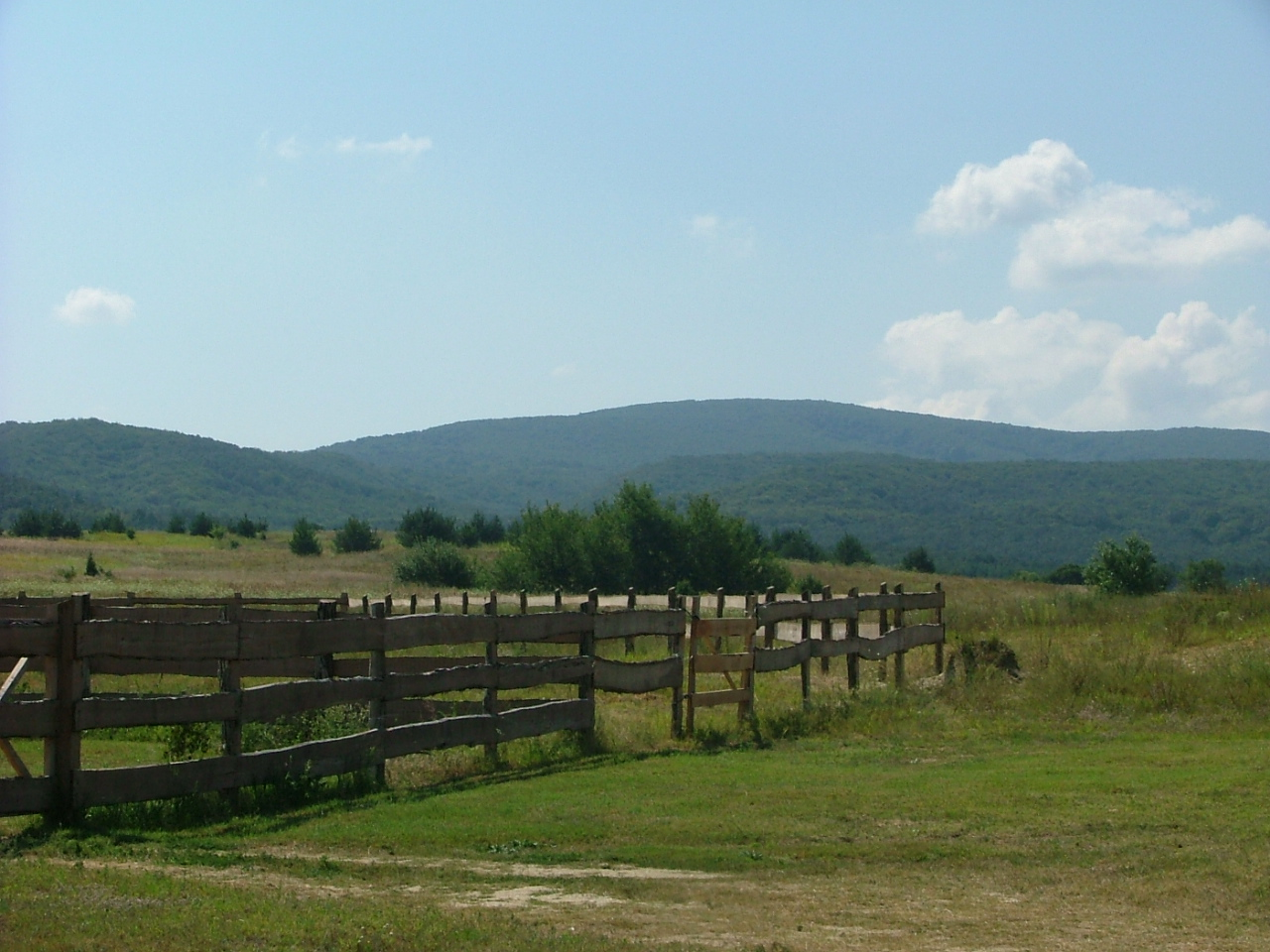
Landskap i Bakony.

Bakony, även Bakonyskogen och Bakonybergen (ungerska Bakony-hegység), är ett bergområde i västra Ungern och utgör en del av Transdanubiska bergen. Det ligger i det historiska landskapet Transdanubien, till största del i provinsen Veszprém och norr om Balatonsjön samt 90 km väster om huvudstaden Budapest. Dess högsta bergstopp är Kőris-hegy som är 709 meter hög. Arean är 4 000 kvadratkilometer.
Bakonyskogen är en platå 400–500 meter över havet, huvudsakligen bestående av mesozoiska kalkstenar som på flera ställen genombryts av basalt. Endast i mellersta delen täcks kalken av tertiära lager och lössjord, här finns gammal jordbruksbygd. I övrigt är området magert och vattenfattigt. Djupa bok- och ekskogar täcker sluttningarna. Högsta punkten är Kőris-hegy (Blå bergen) 713 meter över havet. Basaltberget Kab-hegy har sin högsta topp 601 meter över havet. Bakonyskogen var tidigare känd som ett tillhåll för rövare.